# Robin Haase
Robin Haase (La Haya, Países Bajos, 6 de abril de 1987) es un jugador profesional de tenis neerlandés.

## Carrera
Comenzó a jugar tenis a los dos años de edad. Su sobrenombre es "Schlobber". Juega tenis con su mano derecha, pero es zurdo. Su ídolo de infancia era Andre Agassi. No tiene preferencias por ninguna superficies pero podría considerar el polvo de ladrillo como su favorita. Es entrenado por sus compatriotas Jos Koemans y Dennis Schenk, que viajan con él.

### 2010
El n.º 2 de Holanda (detrás de Thiemo de Bakker) tuvo un año de despegue al pasar del n.º 447 al n.º 65 en sólo un año y fue elegido el jugador de mejor regreso ATP del año. Mejor año en Challengers con 5 títulos y marca de 32-8, incluyendo 3 seguidos (Challenger de San Marino, Challenger de Manerbio y Challenger de Como) para una racha de 16 triunfos seguidos. Su mejor resultado ATP World Tour fue cuartos de final en el Torneo de Basilea (perdió ante Novak Djokovic) en noviembre. Marca personal en premios con US$ 247,039.

### 2011
El máximo neerlandés terminó Top 50 por primera vez, destacando su primer título ATP World Tour en el Torneo de Kitzbühel (venciendo en la final a Albert Montañés) en agosto. Fue el primer neerlandés en ganar un título ATP desde Martin Verkerk en el Torneo de Amersfoort en julio de 2004. Por segundo año seguido que el neerlandés termina Top 50 (de Bakker n.º 43 en 2010). Antes del US Open hizo semifinales en el Torneo de Winston-Salem (perdió con Benneteau), cortando su mejor racha de carrera de 8 triunfos seguidos. Además de los cuartos de final en el Torneo de Chennai (perdió ante Stanislas Wawrinka) y el Torneo de Niza (perdió ante Victor Hanescu) en mayo. Jugó los 4 Grand Slams por primera vez (marca de 6-4), llegando a tercera ronda en el Abierto de Australia (p. con Roddick) y Wimbledon (retiro vs. Mardy Fish). Sus 4 derrotas fueron ante rivales Top 10. Quedó 0-7 vs. rivales Top 10. Marcas de 13-16 en asfalto, 11-7 en arcilla y 3-3 en césped. Marca personal de premios con US$ 590,708. .

### 2012
El mejor neerlandés terminó fuera del Top 50, repitiendo título en Kitzbühel, venciendo al máximo favorito Kohlschreiber en 3 sets. También hizo 3 cuartos de final en los torneos de Zagreb (p. con Lacko), Montecarlo (p. con Djokovic), su mejor resultado en ATP Masters 1000 y Estoril (p. con Wawrinka). En Grand Slams ganó su único partido en Roland Garros (venció a Ivan Dodig y perdió con Mijaíl Yuzhny. Marcas de 12-11 en arcilla, 7-13 en asfalto y 0-4 en césped. Quedó 0-3 vs. rivales Top 10 y su mejor triunfo fue sobre n.º 14 Mónaco quien se retiró con lesión al tobillo en primera ronda en Montecarlo.

### 2013
Tuvo su mejor ranking de fin de año en n.º 43, su 2° ranking Top 50 en 3 años con marca personal de 30 triunfos. Final en el Torneo de Gstaad (perdió con el ruso Mijaíl Yuzhny) y el Torneo de Viena (venció al preclasificado n.º 9 Jo-Wilfried Tsonga en semifinales y perdió con Tommy Haas). En Grand Slams llegó a segunda ronda de Roland Garros (perdió con Jerzy Janowicz) y primera ronda en Australian Open (perdió con Andy Murray), Wimbledon (perdió con Mijaíl Yuzhny) y US Open (p. con Frank Dancevic). En dobles jugó 1a final de Grand Slam en Australia (c/Sijsling), perdiendo ante los hermanos Bob y Mike Bryan. Dos finales en los Challenger de Scheveningen y Challenger de Caltanissetta. Marca de 16-10 en arcilla, 13-14 en canchas duras y 1-2 en césped. Quedó 1-2 vs. rivales Top 10 y marca personal de US$708,489.

## Torneos de Grand Slam

### Dobles

#### Finalista (1)
| Año  | Torneo               | Pareja        | Oponentes en la final | Resultado |
| 2013 | Abierto de Australia | Igor Sijsling | Bob Bryan Mike Bryan  | 4-6, 3-6  |

## Títulos ATP (11; 2+9)

### Individual (2)
| Leyenda                         |
| Grand Slam (0)                  |
| ATP Wourld Tour Finals (0)      |
| ATP Masters 1000 World Tour (0) |
| ATP World Tour 500 series (0)   |
| ATP World Tour 250 series (2)   |

| N.º | Fecha               | Torneo        | Superficie    | Oponentes en la final | Resultado        |
| --- | ------------------- | ------------- | ------------- | --------------------- | ---------------- |
| 1.  | 6 de agosto de 2011 | Kitzbühel     | Tierra batida | Albert Montañés       | 6-4, 4-6, 6-1    |
| 2.  | 28 de julio de 2012 | Kitzbühel (2) | Tierra batida | Philipp Kohlschreiber | 6-7(2), 6-3, 6-2 |

#### Finalista (3)
| N.º | Fecha                 | Torneo | Superficie    | Oponentes en la final | Resultado     |
| --- | --------------------- | ------ | ------------- | --------------------- | ------------- |
| 1.  | 28 de julio de 2013   | Gstaad | Tierra batida | Mijaíl Yuzhny         | 3–6, 4–6      |
| 2.  | 20 de octubre de 2013 | Vienna | Dura (i)      | Tommy Haas            | 4-6, 6-4, 4-6 |
| 3.  | 24 de julio de 2016   | Gstaad | Tierra batida | Feliciano López       | 4–6, 5-7      |

### Dobles (9)
| Leyenda                         |
| Grand Slam (0)                  |
| ATP Wourld Tour Finals (0)      |
| ATP Masters 1000 World Tour (0) |
| ATP World Tour 500 series (1)   |
| ATP World Tour 250 series (8)   |

| N.º | Fecha                 | Torneo      | Superficie    | Pareja                  | Oponentes en la final               | Resultado            |
| --- | --------------------- | ----------- | ------------- | ----------------------- | ----------------------------------- | -------------------- |
| 1.  | 20 de febrero de 2010 | Marsella    | Dura (i)      | Ken Skupski             | Julien Benneteau Jo-Wilfried Tsonga | 6-4, 6-7(4), [13-11] |
| 2.  | 27 de julio de 2014   | Gstaad      | Tierra        | Andre Begemann          | Rameez Junaid Michal Mertiňák       | 6-3, 6-4             |
| 3.  | 6 de enero de 2018    | Pune        | Dura          | Matwé Middelkoop        | Pierre-Hugues Herbert Gilles Simon  | 7-6(5), 7-6(5)       |
| 4.  | 12 de febrero de 2018 | Sofía       | Dura (i)      | Matwé Middelkoop        | Nikola Mektić Alexander Peya        | 5-7, 6-4, [10-4]     |
| 5.  | 21 de julio de 2018   | Umag        | Tierra batida | Matwé Middelkoop        | Roman Jebavý Jiří Veselý            | 6-4, 6-4             |
| 6.  | 20 de julio de 2019   | Umag        | Tierra batida | Philipp Oswald          | Oliver Marach Jürgen Melzer         | 7-5, 6-7(2), [14-12] |
| 7.  | 13 de febrero de 2022 | Róterdam    | Dura (i)      | Matwé Middelkoop        | Lloyd Harris Tim Puetz              | 4-6, 7-6(5), [10-5]  |
| 8.  | 12 de febrero de 2023 | Montpellier | Dura (i)      | Matwé Middelkoop        | Maxime Cressy Albano Olivetti       | 7-6(4), 4-6, [10-6]  |
| 9.  | 2 de febrero de 2025  | Montpellier | Dura (i)      | Botic van de Zandschulp | Tallon Griekspoor Bart Stevens      | 6-7(7), 6-3, [10-5]  |

#### Finalista (15)
| N.º | Fecha                 | Torneo               | Superficie    | Pareja                  | Oponentes en la final                  | Resultado              |
| --- | --------------------- | -------------------- | ------------- | ----------------------- | -------------------------------------- | ---------------------- |
| 1.  | 22 de julio de 2007   | Amersfoort           | Tierra batida | Rogier Wassen           | Juan Pablo Brzezicki Juan Pablo Guzmán | 2-6, 0-6               |
| 2.  | 9 de enero de 2011    | Chennai              | Dura          | David Martin            | Mahesh Bhupathi Leander Paes           | 2-6, 7-6(3), [7-10]    |
| 3.  | 12 de junio de 2011   | Halle                | Hierba        | Milos Raonic            | Rohan Bopanna Aisam-Ul-Haq Qureshi     | 6-7(8), 6-3, [9-11]    |
| 4.  | 26 de enero de 2013   | Abierto de Australia | Dura          | Igor Sijsling           | Bob Bryan Mike Bryan                   | 4-6, 3-6               |
| 5.  | 18 de mayo de 2014    | Roma                 | Tierra batida | Feliciano López         | Daniel Nestor Nenad Zimonjić           | 4-6, 6-7(2)            |
| 6.  | 8 de agosto de 2015   | Kitzbühel            | Tierra batida | Henri Kontinen          | Nicolás Almagro Carlos Berlocq         | 7-5, 3-6, [9-11]       |
| 7.  | 26 de febrero de 2017 | Marsella             | Dura (i)      | Dominic Inglot          | Julien Benneteau Nicolas Mahut         | 4-6, 7-6(9), [5-10]    |
| 8.  | 4 de enero de 2019    | Doha                 | Dura          | Matwé Middelkoop        | David Goffin Pierre-Hugues Herbert     | 7-5, 4-6, [4-10]       |
| 9.  | 21 de abril de 2019   | Montecarlo           | Tierra batida | Wesley Koolhof          | Nikola Mektić Franko Škugor            | 7-6(3), 6-7(3), [9-11] |
| 10. | 28 de julio de 2019   | Hamburgo             | Tierra batida | Wesley Koolhof          | Oliver Marach Jürgen Melzer            | 2-6, 6-7(3)            |
| 11. | 11 de agosto de 2019  | Montreal             | Dura          | Wesley Koolhof          | Marcel Granollers Horacio Zeballos     | 5-7, 5-7               |
| 12. | 24 de julio de 2022   | Gstaad               | Tierra batida | Philipp Oswald          | Tomislav Brkić Francisco Cabral        | 4-6, 4-6               |
| 13. | 21 de mayo de 2023    | Roma                 | Dura          | Botic van de Zandschulp | Hugo Nys Jan Zieliński                 | 5-7, 1-6               |
| 14. | 1 de julio de 2023    | Mallorca             | Hierba        | Philipp Oswald          | Yuki Bhambri Lloyd Harris              | 3-6, 4-6               |
| 15. | 18 de febrero de 2024 | Róterdam             | Dura (i)      | Botic van de Zandschulp | Wesley Koolhof Nikola Mektić           | 3-6, 5-7               |

## Títulos Challenger; 21 (13 + 8)
| Leyenda               | Individuales | Dobles |
| --------------------- | ------------ | ------ |
| ATP Challenger Series | 13           | 8      |

### Individuales
| N.º | Fecha      | Torneo                        | Superficie    | Oponentes en la final | Resultado     |
| --- | ---------- | ----------------------------- | ------------- | --------------------- | ------------- |
| 1.  | 06.11.2006 | Challenger de Nashville       | Dura          | Kristian Pless        | 7-69, 6-3     |
| 2.  | 26.02.2007 | Challenger de Wolfsburgo      | Moqueta       | Daniel Brands         | 6-2 3-6 6-1   |
| 3.  | 17.03.2008 | Challenger de Sunrise         | Dura          | Sébastien Grosjean    | 5-7 7-5 6-1   |
| 4.  | 15.03.2010 | Challenger de Caltanissetta   | Tierra        | Matteo Trevisan       | 7-5 6-3       |
| 5.  | 06.06.2010 | Challenger de Fürth           | Tierra        | Tobias Kamke          | 6-4, 6-2      |
| 6.  | 02.08.2010 | Challenger de San Marino      | Tierra        | Filippo Volandri      | 6-2 7-68      |
| 7.  | 23.08.2010 | Challenger de Manerbio        | Tierra        | Marco Crugnola        | 6-3 6-2       |
| 8.  | 30.08.2010 | Challenger de Como            | Tierra        | Ivo Minář             | 6-4 6-3       |
| 9.  | 02.11.2014 | Challenger de Reunión         | Dura          | Florent Serra         | 3-6, 6-1, 7-6 |
| 10. | 10.05.2015 | Challenger de Aix-en-Provence | Tierra batida | Paul-Henri Mathieu    | 7-61, 6-2     |
| 11. | 27.09.2015 | Challenger de Trnava          | Tierra batida | Horacio Zeballos      | 6-4, 6-1      |
| 12. | 31.07.2016 | Challenger de Scheveningen    | Tierra batida | Adam Pavlásek         | 6-4, 6-7, 6-2 |
| 13. | 25.09.2016 | Challenger de Sibiu           | Tierra batida | Lorenzo Giustino      | 7-6, 6-2      |

### Dobles
| N.º | Fecha      | Torneo                         | Superficie    | Pareja               | Oponentes en la final                        | Resultado        |
| --- | ---------- | ------------------------------ | ------------- | -------------------- | -------------------------------------------- | ---------------- |
| 1.  | 30.10.2006 | . Louisville                   | Dura          | . Igor Sijsling      | . Amer Delić . Robert Kendrick               | w.o.             |
| 2.  | 01.08.2010 | . Challenger de Cordenons      | Tierra batida | . Rogier Wassen      | . James Cerretani · . Adil Shamasdin         | 7-614, 7-5       |
| 3.  | 28.08.2010 | . Challenger de Manerbio       | Tierra batida | . Thomas Schoorel    | . Diego Junqueira · . Gabriel Trujillo-Soler | 6-4, 6-4         |
| 4.  | 02.11.2014 | Challenger de Reunión          | Dura          | Mate Pavić           | Jonathan Eysseric Fabrice Martin             | 7-5, 4-6, [10-7] |
| 5.  | 09.05.2015 | Challenger de Aix-en-Provence  | Tierra batida | Aisam-Ul-Haq Qureshi | Nicholas Monroe Artem Sitak                  | 6-1, 6-2         |
| 6.  | 17.05.2015 | Challenger de Burdeos          | Tierra batida | Thiemo de Bakker     | Lucas Pouille Sergiy Stakhovsky              | 6-3, 7-5         |
| 7.  | 24.09.2016 | Challenger de Sibiu            | Tierra batida | Tim Puetz            | Jonathan Eysseric Tristan Lamasine           | 6-4, 6-2         |
| 8.  | 07.04.2019 | Challenger de Sophia Antípolis | Tierra batida | Thiemo de Bakker     | Enzo Couacaud Tristan Lamasine               | 6-4, 6-4         |

## Clasificación en torneos del Grand Slam
| Torneo          | 2007 | 2008 | 2009 | 2010 | 2011 | 2012 | 2013 | 2014 | 2015 | 2016 | 2017 | 2018 | 2019 | 2020 | 2021 | G-P  | Títulos |
| --------------- | ---- | ---- | ---- | ---- | ---- | ---- | ---- | ---- | ---- | ---- | ---- | ---- | ---- | ---- | ---- | ---- | ------- |
| Australian Open | Q1   | 2R   | A    | 1R   | 3R   | 1R   | 1R   | 1R   | 1R   | 1R   | 1R   | 1R   | 2R   | A    | 1R   | 4-12 | 0       |
| Roland Garros   | Q2   | 1R   | A    | 1R   | 2R   | 2R   | 2R   | 2R   | 2R   | 1R   | 2R   | 1R   | 1R   | Q2   | A    | 6-11 | 0       |
| Wimbledon       | A    | 1R   | A    | 2R   | 3R   | 1R   | 1R   | 2R   | 2R   | 2R   | 1R   | 2R   | 2R   | ND   |      | 7-11 | 0       |
| US Open         | 1R   | A    | A    | A    | 2R   | 1R   | 1R   | 1R   | 2R   | 1R   | 1R   | 2R   | 1R   | A    |      | 3-10 | 0       |